# Сандровка
Сандровка — деревня в Свердловском районе Орловской области. Входит в состав Красноармейского сельского поселения. Население — 30 чел. (2010).

## География
Деревня находится у запруженного притока реки Неручь. Уличная сеть представлена одним объектом: улица Соловьиная.  Менее, чем в 5 километров от деревни проходит административные границы Свердловского района с Глазуновским и Покровский районами.
Географическое положение
Расстояние до районного центра посёлка городского типа Змиёвка: 15 километров.
А до областного центра города Орёл: 54 км.
Ближайшие населённые пункты
Хорошевский 2 км, Куракинский 2 км, Никитовка 2 км, Березовка 2 км, Поздеево 2 км, Голятиха 3 км, Богородицкое 3 км, Егорьевка 3 км, Экономичено 4 км, Миловка 5 км, Панская 5 км, Борисовка 6 км, Ясная Поляна 6 км, Степановка 6 км, Шамшино 7 км, Лисий 7 км, Борисоглебское 7 км, Емельяновка 7 км, Алексеевка 8 км, Золотой Рог 8 км, Культурная Посадка 8 км

## Население
| 2010 |
| ---- |
| 30   |

## Инфраструктура
Нет данных

## Транспорт
Поселковые (сельские) дороги.